# Longueira / Almograve
Longueira / Almograve is een plaats (freguesia) in de Portugese gemeente Odemira.